# 韓湘甯
韓湘甯（1939年—），名字常做韓湘寧。出生於四川重慶，祖籍湖南湘潭。台灣知名的照相寫實主義油畫家，曾是「五月畫會」的一員。曾就讀於台灣師範大學美術系，於1961年畢業，早期畫作以抽象畫為主，多重視造型與空間。
1967年，韓湘甯移居紐約，1970年時風格大幅轉變為照相寫實主義，並大量使用噴槍技法、特色是揉和了點描派的風格，使得畫作相當生動。1976年他曾入選美國「建國兩百年移民藝術家特展」。1985年後，他的風格多了使用數位影像、並逐漸的開始了水墨畫的創作。
韓湘甯留著一頭龐克頭，與其前衛的作畫技巧與風格相呼應。目前韓湘甯任教許多美國的藝術學校，包括紐約大學藝術研究所、芝加哥藝術學院等。他在新北市鶯歌區、雲南大理、都有藝術工作室。他是少數曾使用油漆滾桶作畫的畫家。

## 錄像創作
韓湘寧於60年代創作了系列的實驗影像，包括《跑》及《今日開幕》等作品。韓湘寧挪用約翰·凱吉（John Cage）的《4'33"》，從「機遇音樂」的概念發想，2019年韓氏將《跑》重新剪輯為4分33秒用於他的個展之中，觀眾進入空間所產生的行為和聲響，都成為《跑》這件作品的一部分。此舉巧妙地將《4'33"》所承載之意涵重新在無聲影像中跨領域的致敬賦予了作品多重的意義層次。另一件他廣為人知的錄像作品：《今日開幕》，內容則是藉由把玩人偶等行為，闡述人們青春年少時對性的幻想；在展覽之中以影像重疊的方式呈現，引導觀者進入現實與幻想之間的出神狀態。

## 外部連結
- 韓湘甯網站
- 韓湘甯新浪博客 （页面存档备份，存于）